# Caracas Fútbol Club
Il Caracas Fútbol Club è una società calcistica venezuelana con sede a Caracas. Milita nella Primera División de Venezuela, la massima divisione del campionato venezuelano di calcio.
È il club venezuelano più titolato, avendo vinto 12 campionati venezuelani e 5 Coppe del Venezuela.

## Storia
Il Caracas FC fu fondato nel 1967.
Sotto il nome Yamaha, la squadra era attiva come compagine calcistica affiliata all'associazione calcistica dello stato di Miranda, militando nella prima categoria dilettantistica. Dopo vari anni di successo, la squadra si iscrisse alla Liga de Fútbol Profesional de Venezuela nel 1984 per competere in seconda divisione. Quello stesso anno la squadra fu ribattezzata col nome di Caracas-Yamaha ed entrò ufficialmente nel calcio professionistico venezuelano in seconda serie.
Il Caracas-Yamaha si aggiudicò il titolo di campione nella propria stagione di esordio nella seconda divisione. All'epoca i campionati di calcio professionistici venezuelani si disputavano con il sistema eliminatorio della liguilla. In tal senso, dopo aver ottenuto la qualificazione alla liguilla da imbattuto nella prima fase, il club, sotto la guida degli allenatori Adolfo Castro e José María Bisbal, si impose laureandosi campione della seconda divisione con due giornate d'anticipo rispetto alla fine del torneo, ottenendo così la promozione in prima divisione.
Nell'annata seguente la squadra si salvò dalla retrocessione in seconda divisione con molta fatica. Dopo una stagione abbastanza accettabile nel 1986, l'anno dopo la squadra divenne proprietà dell'impresa Yamaha e di Radio Caracas Televisión. Subì dunque un altro cambio di denominazione, passando a chiamarsi Caracas Fútbol Club.
Nel 1987 fece registrare la propria migliore prestazione da quando ascese nella massima serie. In quella stagione, sotto la direzione tecnica di Manuel Plasencia e Luis Mendoza, la squadra lottò fino all'ultima giornata del cosiddetto "ottagonale" (torneo a otto squadre) per ottenere la possibilità di partecipare alla Coppa Libertadores. A contendere al Caracas la piazza nel massimo torneo calcistico continentale, furono il Marítimo e l'Unión Atlético Táchira, squadre che ottennero alla fine prevalsero, acquisendo il diritto di affrontare i campioni cileni del Colo Colo e dell'Universidad Católica.
Il Caracas arrivò all'ultima giornata dell'ottagonale con la possibilità di aggiudicarsi il subcampeonato e con ciò ottenere il diritto di qualificarsi alla Coppa Libertadores. La sfida decisiva, contro l'Unión Atlético Táchira a San Cristóbal, vide i capitolini portarsi sul 2-0, ma perdere per 3-2 e scivolare al terzo posto in classifica.
Al termine del campionato 1987, la Liga de Fútbol Profesional modificò lo schema del campionato venezuelano in modo che il suo svolgimento coincidesse con quello dei tornei europei, disputati tra i mesi di ottobre e luglio.
La prima stagione disputata secondo quella modalità, nel 1988-1989, cominciò con buoni auspici per il Caracas, che si mantenne leader assoluto della classifica generale durante il girone di andata. Ma la seconda fase risultò un calvario per la squadra capitalina, perché vari dei suoi giocatori furono oggetto di gravi lesioni ed altri risultarono sanzionati. Quasi quella campagna segna la sparizione della squadra e mancando appena una settimana per l'inizio della stagione 89-90, il suo destino si manteneva nella maggiore incertezza, ciò portò vari giocatori della rosa a cercare altre squadre. Così giocatori come César Baena, Boby Ellie, Wilmer Segovia, Pedro Acosta e Wilton Arreaza, tra gli altri, passarono ad integrare le file di altri club.
Solo pochi giorni prima dell'inizio della nuova stagione si realizzò la negoziazione che permise all'Organización Deportiva Cocodrilos, riscattare quello che rimaneva del vivaio. A partire da lì, sorse quello che si denominò la "Nuova Era" del Caracas.
La domenica del 1º ottobre 1989, il Dr. Guillermo Valentiner, presidente dell'Organización Deportiva Cocodrilos (O.D.C), legge in un giornale della capitale che il Caracas FC non si presenterà al suo impegno con l'Unión Deportivo Lara e che rischia la franchigia nella prima divisione del calcio venezuelano. Le cause si attribuiscono alla mancanza di appoggio economico. Il lunedì 2, nelle prime ore, il Dr. Valentiner riunisce i dirigenti della sua organizzazione per informarli della situazione e manifestar loro la sua preoccupazione davanti alla possibilità che la capitale rimanga senza franchigia calcistica, affinché tentino almeno di conseguire la permanenza del club nel calcio nazionale.
In ore del pomeriggio del giorno martedì 3 ottobre si produsse la riunione coi dirigenti del Caracas FC e già il giorno successivo, l'Organización Deportiva Cocodrilos assumeva ufficialmente la responsabilità della squadra. La domenica, con solo tre giorni di allenamento, il Caracas affronta nell'Estadio Brígido Iriarte il Deportivo Italia, vincendo per un gol a zero, trasformando quella sorprendente vittoria nel primo risultato di un torneo ricompensa a chi con tanto entusiasmo e fede, aveva intrapreso quello che sembrava un progetto impossibile.

### Epoca d'oro
Sotto la conduzione dell'O.D.C, il Caracas prese parte al torneo con una rosa integrata nella sua maggioranza da giovani alle prime armi, raggiungendo un inaspettato quarto posto.
Dopo quell'edificante stagione, il Caracas si preparò per cose più grandi, e non tardò molto a raccogliere i frutti del suo lavoro. La costanza, disciplina e professionalità inculcata dall'Organización Deportiva Cocodrilos permise ai rinnovati rojos del Ávila rivendicare il primo campionato professionistico nella stagione 1991-92, per mano dello stratega Manuel Plasencia.
Quindi, i rojos furono capaci di ottenere un anno più tardi due nuovi campionati ed in maniera consecutiva (1993-94 e 1994-95). Il primo l'ottenne un'altra volta sotto la direzione tecnica di Manuel Plasencia, ed il secondo sotto il comando di Pedro Febles.
Nella stagione 1996-97, Manuel Plasencia tornava a dirigere la squadra e nuovamente il Caracas FC si aggiudicava un'altra stella. Quattro anni più tardi, nel 2001, con Carlos Moreno in panchina, i rojos tornarono agli onori della cronaca quando vinsero il quinto campionato della storia.
Un anno dopo, assunse la direzione il giovane tecnico Noel Sanvicente che a base di disciplina, costanza e molto lavoro, riuscì ad iscrivere il suo nome nel gruppo di strateghi che lasciarono il segno nell'istituzione capitalina conquistando tre nuove stelle per le vetrine del club, consolidandosi insieme a Manuel Plasencia, come i tecnici più vincenti del Caracas FC. "Chita", come è conosciuto popolarmente lo stratega nativo di Ciudad Guayana, ottenne il suo primo campionato nella stagione 2002-03, ripetuto nella stagione 2003-04 e completò la trilogia nel 2005-06. Il quarto l'ottenne nel 2006-07 ed il suo quinto titolo nella stagione 2008-2009.
Nel 2010, il Caracas FC ebbe una serie di alti e bassi, fu destituito dalla panchina del Rojo l'allenatore Noel Sanvicente, posto che prese l'allenatore Ceferino Bencomo a metà del Torneo Clausura 2010, del quale fu campione nonostante avere pareggiato nell'ultima partita con il Deportivo Anzoátegui in casa. Successivamente, il Caracas FC affrontò il Deportivo Táchira in partite di andata e ritorno, il punteggio globale fu di 5-1 ed il Rojo si incoronò nell'Estadio Polideportivo de Pueblo Nuevo, essendo così la prima stella raggiunta come DT da parte di Ceferino Bencomo.
Ad oggi, il Caracas FC ha conquistato undici campionati nel Torneo locale, oltre ad aver partecipato in 10 Copa Libertadores, quella di maggior successo quella dell'anno 2009, nella quale il Caracas FC riuscì a raggiungere i quarti di finale.
Inoltre, ha due partecipazioni in Copa Merconorte, una partecipazione in Copa CONMEBOL e una partecipazione in Copa Sudamericana; un curriculum che lo ratifica come il club più grande nella storia del calcio venezuelano.

## Palmarès

### Competizioni nazionali
- Campionato venezuelano: 12

1991–1992, 1993–1994, 1994–1995, 1996–1997, 2000–2001, 2002–2003, 2003–2004, 2005–2006, 2006–2007, 2008–2009, 2009–2010, 2019
- Copa Venezuela: 5

1988, 1994, 1995, 2009, 2013
- Segunda División: 1

1984

### Altri piazzamenti
- Campionato venezuelano:

Terzo posto: 1992-1993
- Copa Venezuela:

Finalista: 1992, 1996
- Coppa Merconorte:

Semifinalista: 1999

## Organico

### Rosa 2017
| N. |                      | Ruolo | Calciatore            |
| -- | -------------------- | ----- | --------------------- |
| 1  | Venezuela (bandiera) | P     | Wuilker Faríñez       |
| 2  | Venezuela (bandiera) | D     | Daniel Linárez        |
| 3  | Venezuela (bandiera) | D     | Moises Acuña          |
| 4  | Venezuela (bandiera) | D     | William Díaz          |
| 5  | Venezuela (bandiera) | C     | Miguel Mea Vitali     |
| 6  | Venezuela (bandiera) | C     | Gabriele Rosa         |
| 7  | Venezuela (bandiera) | A     | Rafael Arace          |
| 8  | Venezuela (bandiera) | C     | Diomar Díaz           |
| 9  | Venezuela (bandiera) | A     | Fernando Aristeguieta |
| 10 | Venezuela (bandiera) | C     | Evelio Hernández      |
| 11 | Venezuela (bandiera) | A     | Edwuin Pernía         |
| 12 | Venezuela (bandiera) | P     | Eduardo Herrera       |
| 13 | Venezuela (bandiera) | A     | Néstor Canelón        |
| 14 | Venezuela (bandiera) | A     | Reiner Castro         |
| 15 | Venezuela (bandiera) | D     | Eduardo Fereira       |

| N. |                      | Ruolo | Calciatore        |
| -- | -------------------- | ----- | ----------------- |
| 16 | Venezuela (bandiera) | A     | Robert Hernández  |
| 17 | Venezuela (bandiera) | A     | Ronaldo Chacón    |
| 18 | Colombia (bandiera)  | A     | Fredys Arrieta    |
| 19 | Venezuela (bandiera) | D     | José Hernández    |
| 21 | Venezuela (bandiera) | C     | Robert Garcés     |
| 20 | Venezuela (bandiera) | C     | Ricardo Martins   |
| 22 | Venezuela (bandiera) | C     | Ouens Molleda     |
| 23 | Venezuela (bandiera) | P     | Cristhian Flores  |
| 24 | Venezuela (bandiera) | D     | Andrés Sánchez    |
| 25 | Venezuela (bandiera) | A     | Rodrigo Febres    |
| 26 | Venezuela (bandiera) | D     | Gilber Guerra     |
| 27 | Argentina (bandiera) | D     | Matías Presentado |
| 28 | Venezuela (bandiera) | C     | Leonardo Flores   |
| 29 | Venezuela (bandiera) | C     | Jorge Echeverría  |
| 30 | Venezuela (bandiera) | C     | Daniel Saggiomo   |